# Sminthopsis murina
Sminthopsis murina är en pungdjursart som först beskrevs av Waterhouse 1838. Sminthopsis murina ingår i släktet Sminthopsis och familjen rovpungdjur. IUCN kategoriserar arten globalt som livskraftig. Inga underarter finns listade.
Pungdjuret förekommer i östra och sydöstra Australien. Arten vistas där i öppna skogar och andra områden med träd samt i hed. Honor kan para sig två gånger per år och har per kull upp till tio ungar.
Honor är med en vikt upp till 25 g mindre än hannar som maximalt kan väga 40 g. Pälsens färg varierar mellan ljusbrun och gråaktig med en mörkare region på huvudets topp och djurets nacke. De stora öronen är avrundade. Typisk är även den smala svansen som nästan är lika lång som huvud och bål tillsammans.
Individerna är aktiva på natten. De vilar på dagen i ett näste som göms i lövskiktet eller i jordhålor. Under den kalla årstiden intar Sminthopsis murina ofta ett stelt tillstånd (torpor). Kroppstemperaturen kan vid dessa tillfällen vara så låg som 15 grader.
Arten äter ryggradslösa djur som skalbaggar, kackerlackor och spindeldjur. Mellan augusti och mars (den varma årstiden på södra jordklotet) sker fortplantningen. Dräktigheten varar i 12 dagar. Ungarna diar sin mor cirka 60 dagar. De är efter ungefär 150 dagar full utvecklade. Antagligen parar sig hannar bara en gång i livet.

## Bildgalleri

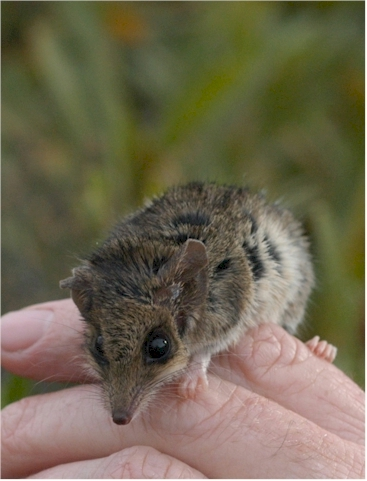